# Les Seigneurs de la guerre (roman)
Pour le livre-jeu, voir La Voie du tigre#Liste des ouvrages.
Pour les articles homonymes, voir Les Seigneurs de la guerre.
Les Seigneurs de la guerre est un roman de science-fiction, écrit par Gérard Klein et paru en 1970.

## Rédaction et publication
Gérard Klein affirme avoir mis entre six et sept ans à l'écrire, entre 1963 et 1970.
C'est le premier titre d'un auteur français publié par la jeune collection Ailleurs et Demain créée en septembre 1969 chez Robert Laffont et dirigée par ce même Gérard Klein, ce qui a suscité à l'époque un certain nombre de ricanements. Jacques Sadoul, dans son Histoire de la science-fiction moderne, explique ce choix par le fait que Gérard Klein, en tant que directeur de collection, souhaitait à l'époque ouvrir la porte à des auteurs français, et qu'il n'avait encore trouvé aucun manuscrit français publiable ; Gérard Klein, dans la préface de l'édition 2016 du roman, donne une explication plus prosaïque : il comptait le publier ailleurs, mais Robert Laffont s'est vexé et lui a demandé « Pourquoi ? Vous n'avez pas confiance en nous ? ».
Toutes éditions confondues (Robert Laffont, Édito-service, J'ai lu, Livre de poche), le roman a été publié à plus de 100 000 exemplaires.

## Résumé
Georges Corson, un militaire terrien, a pour mission d'amener sur une planète ennemie un être doté de pouvoirs destructeurs et capable de se déplacer dans le temps, animal si terrible qu'il n'a d'autre nom que « Le Monstre ».
Cependant un incident survient et le vaisseau s'écrase sur la planète ennemie. Georges Corson va bientôt se rendre compte qu'il vient d'être projeté, en compagnie du Monstre, plusieurs milliers d'années dans l'avenir, dans un temps où la guerre n'a plus cours, et où une jeune femme lui apprend qu'une mystérieuse organisation : l'Office de Sécurité, s'occupe de traquer les « criminels de guerre » comme lui.
Il va alors s'ensuivre pour eux une incroyable épopée à travers l'espace et le temps, où la guerre semble inéluctablement rattraper le soldat où qu'il aille.

## Thèmes
Jacques Sadoul voit dans ce roman le thème de la « lutte dans le temps ». Stan Barets y voit un « time opera » et le thème de la tentation de refaire l'Histoire, ou du moins lui donner un sens.
Gérard Klein estime que ce roman fait coexister trois thèmes : une référence à la guerre d'Algérie, une exploration des possibilités et des limites de la science-fiction, et une excursion du côté de l'utopie.